# Øster Bjerregrav
Øster Bjerregrav is een plaats in de Deense regio Midden-Jutland, gemeente Randers, en telt 1057 inwoners (2008).